# Elecciones presidenciales de la República de China de 1960
La elección del tercer presidente y vicepresidente de la República de China se celebró en Taiwán el 21 de marzo de 1960 en Taipéi. El presidente titular Chiang Kai-shek y el vicepresidente Chen Cheng fueron reelegidos por los miembros de la Yuan Legislativo.
Antes de las elecciones, la Asamblea Nacional modificó las disposiciones temporales contra la rebelión comunista que permitieron al presidente y al vicepresidente buscar el tercer mandato, que fue prohibido por el Artículo 47 de la Constitución de la República de China, para dar paso a la reelección de Chiang. Como resultado, Chiang recibió 1.481 votos de los 1.576 miembros de la Asamblea Nacional, mientras que su compañero de fórmula Chen Cheng fue reelegido con 1.381 votos.

## Resultados
| Partido         | Partido         | Candidato       | Votos | Porcentaje |
| --------------- | --------------- | --------------- | ----- | ---------- |
|                 | Kuomintang      | Chiang Kai-shek | 1,481 | 93.97%     |
| Votos Inválidos | Votos Inválidos | Votos Inválidos | 95    | 6.03%      |
| Total           | Total           | Total           | 1,576 | 100.00%    |

- Datos: Q10843919
- Multimedia: Republic of China presidential election, 1960 / Q10843919